# Frank Sheeran
Francis Joseph Sheeran (n. 25 octombrie 1920, Camden⁠(d), New Jersey, SUA – d. 14 decembrie 2003, Pennsylvania, SUA), cunoscut drept The Irishman (Irlandezul) a fost un sindicalist american, veteran de război, acuzat că ar fi avut legături cu organizația criminală Bufalino. El a fost președintele filialei Teamsters 326. Acesta și-a asumat vina pentru mai multe asasinate, inclusiv cel al lui Joey 'Crazy Joe' Gallo sau cel al lui Jimmy Hoffa. În ciuda poreclei, doar tatăl lui era irlandez, mama sa fiind de origine suedeza. În filmul The Irishman al lui Martin Scorsese, acesta este interpretat de Robert De Niro, performanța acestuia fiind lăudată de critici.